# (4524) Barklajdetolli
(4524) Barklajdetolli es un asteroide perteneciente al cinturón de asteroides, descubierto el 8 de septiembre de 1981 por la astrónoma ucraniana Liudmila Zhuravliova desde el Observatorio Astrofísico de Crimea (República de Crimea).

## Designación y nombre
Designado provisionalmente como 1981 RV4. Fue nombrado Barklajdetolli en honor al militar ruso Mijaíl Barclay de Tolly.